# Agatha Christie
Agatha Mary Clarissa Miller (Torquay, 15 de septiembre de 1890-Wallingford, 12 de enero de 1976), conocida como Agatha Christie, fue una escritora y dramaturga británica especializada en el género policial, por cuyo trabajo obtuvo reconocimiento a nivel internacional. A lo largo de su carrera, publicó 66 novelas policiales, 6 novelas rosas y 14 cuentos —con el pseudónimo de Mary Westmacott—, además de incursionar como autora teatral en obras como La ratonera o Testigo de cargo.
Nacida en una familia de clase media alta, recibió una educación privada hasta su adolescencia y estudió en diversos institutos de París. Mientras trabajaba como enfermera durante la Primera Guerra Mundial, escribió su primera novela, El misterioso caso de Styles (1920), donde introdujo por primera vez el personaje del detective Hércules Poirot. Otras creaciones fueron Miss Marple y Tommy y Tuppence Beresford.
En 1914, contrajo matrimonio con Archibald Christie, de quien se divorció en 1928. En 1926, afectada por una supuesta depresión, desapareció misteriosamente luego de que su coche apareciera abandonado al borde de la carretera. Fue hallada once días más tarde bajo un posible cuadro de amnesia, en un hotel donde se registró con el nombre de una amante de su marido. En 1930, se casó con el arqueólogo Max Mallowan, a quien acompañó largas temporadas en sus viajes a Irak y Siria. Sus estancias inspiraron varias de sus novelas posteriores como Asesinato en Mesopotamia (1936), Muerte en el Nilo (1936) y Cita con la muerte (1938), muchas de las cuales fueron adaptadas en teatro y cine con alta aceptación. En 1971, fue designada Dama Comendadora de la Orden del Imperio Británico por la reina Isabel II. Falleció por causas naturales en 1976.
Con entre dos y cuatro mil millones de copias de sus obras vendidas, Christie es considerada como la novelista que más obras ha vendido de todos los tiempos, y, junto a William Shakespeare, la primera o segunda autora en hacerlo (aunque con el doble de obras). Según el Index Translationum, es la autora individual más traducida, con ediciones en al menos 103 idiomas. En 2013, su obra El asesinato de Roger Ackroyd fue elegida como la mejor novela de crimen de todos los tiempos por 600 miembros de la Asociación de Escritores de Crimen.

## Biografía

### Primeros años

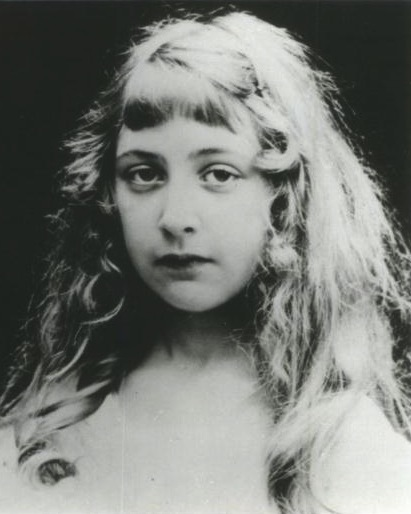
Agatha Christie en su niñez.

Agatha Mary Clarissa Miller nació el 15 de septiembre de 1890 en el seno de una familia de clase media alta en Torquay, Devon, al sudoeste de Inglaterra. Su madre, Clara Boehmer, originaria de Belfast, nació en 1854 como la única hija del capitán Frederick Boehmer y Mary Ann West, matrimonio que tuvo además cuatro varones, uno de los cuales murió joven. El capitán Boehmer falleció en un accidente de equitación durante una estancia en Jersey en abril de 1863, por lo que Mary Ann tuvo que criar a sus hijos en soledad. A causa de su mala situación financiera, envió a su hija Clara a vivir a Sussex Occidental con su tía Margaret Miller, casada desde 1863 con un estadounidense millonario, Nathaniel Frary Miller. Ahí conoció a su futuro marido, Frederick Alvah Miller, un agente de bolsa estadounidense e hijo de su padrastro. El señor Miller era considerado agradable y amable por su entorno cercano y pronto desarrolló una relación amorosa con Clara, con quien se casó en abril de 1878. El matrimonio tuvo tres hijos, Agatha Mary Clarissa, Margaret «Madge» Frary (1879-1950) y Louis «Monty» Montant Miller (1880-1929). Agatha nació en una villa de Torquay llamada «Ashfield», adquirida por su madre.
Christie señaló en su adultez que su infancia fue «muy feliz» y había crecido rodeada de mujeres fuertes e independientes. Su vida alternaba entre su casa de Devonshire y las residencias de su abuela y tías en Ealing, West End y algunas partes del sur de Europa, donde su familia transcurría las vacaciones de invierno. Nominalmente cristiana, fue criada en un hogar de creencias esotéricas y, al igual que sus hermanos, creía que su madre Clara era una psíquica con percepciones extrasensoriales. Sus padres insistieron en que su hija recibiera una educación en el hogar y se encargaron de enseñarle a leer, escribir y resolver operaciones aritméticas básicas. Si bien su madre creía que los niños no debían aprender a leer hasta la edad de ocho años, Agatha aprendió a los cuatro. También fue instruida acerca de la música y aprendió a tocar instrumentos como la guitarra y la mandolina.
Fue una lectora voraz desde una edad temprana y entre sus libros preferidos se hallaban los infantiles escritos por la señora Molesworth, incluyendo The Adventures of Herr Baby (1881), Christmas Tree Land (1897) y The Magic Nuts (1898). También leyó la obra de Edith Nesbit, especialmente títulos como The Story of the Treasure Seekers (1899), The Phoenix and the Carpet (1903) y The Railway Children (1906). Al crecer, pasó a leer versos surrealistas de Edward Lear y Lewis Carroll. Si bien pasaba mucho tiempo con sus mascotas, gran parte de su infancia transcurrió en soledad y aislada de otros niños. A pesar de eso, Christie logró relacionarse con un grupo de niñas en Torquay y señaló que «uno de los mejores momentos de mi existencia» fue su aparición en una producción operística juvenil de Gilbert y Sullivan, The Yeomen of the Guard, en la que interpretó a la heroína, Fairfax, en compañía de las otras jóvenes.
Su padre enfermaba a menudo y sufrió una serie de ataques al corazón hasta que murió en noviembre de 1901 a la edad de 55 años. Su muerte dejó a la familia devastada y con un futuro económico incierto. Agatha y su madre continuaron viviendo juntas en su casa de Torquay, mientras que Madge se trasladó a Cheadle Hall con su nuevo marido y Monty se unió al ejército para luego ser enviado a Sudáfrica, donde luchó en la Guerra de los Bóeres. Agatha declararía más tarde que la muerte de su padre, que se produjo cuando contaba con once años, marcó el fin de su infancia. En 1902, Agatha comenzó a recibir una educación formal en la Escuela de Niñas de la Señorita Guyer en Torquay pero encontró dificultades para adaptarse al régimen disciplinario. En 1905, fue trasladada a la ciudad de París, donde estudió en tres escuelas, Mademoiselle Cabernet, Les Marroniers y la de la señorita Dryden.

### Comienzos en la literatura y Primera Guerra Mundial
Al regresar a su ciudad en 1910, descubrió que su madre estaba enferma y ambas decidieron pasar tiempo juntas en la zona más cálida de El Cairo, de modo que se alojaron durante tres meses en el Gezirah Palace Hotel. Fue ahí donde visitó monumentos egipcios antiguos como la Gran Pirámide de Guiza pero no mostró interés en ese momento por la arqueología y egiptología que llegaron a ser un aspecto relevante en su obra años más tarde. De regreso al Reino Unido, continuó con sus actividades sociales, la escritura y la realización de teatro para aficionados, incluso colaboró durante la producción de una obra, The Blue Beard of Unhappiness, con un grupo de amigas. Algunas de sus primeras obras fueron publicadas pero Christie decidió no enfocarse en esta tarea como un futuro profesional.
Mientras se recuperaba en la cama de una enfermedad, escribió su primer cuento, The House of Beauty, que consistió en alrededor de 6000 palabras sobre el mundo de «la locura y los sueños». El biógrafo Janet Morgan comentó más tarde que a pesar de «desaciertos de estilo», la historia fue «convincente». La mayoría de sus relatos posteriores, en especial The Call of Wings y The Little Lonely God, ilustraron su interés por el espiritismo y lo paranormal. Varias publicaciones rechazaron sus primeras presentaciones escritas aunque algunas fueron reversionadas y lanzadas más tarde con nuevos títulos.
A continuación, Christie editó en El Cairo su primera novela, Snow Upon the Desert, basada en sus recientes experiencias en esa ciudad. Sin embargo, se encontró perturbada luego de que varias editoriales se negaran a publicarla. Clara le sugirió que pidiera consejo a un amigo de la familia, el escritor Eden Philpotts, quien la alentó a que continuara con su obra y le envió una introducción a su agente literario, Hughes Massie. Sin embargo, Massie también rechazó Snow Upon the Desert y sugirió la preparación de una segunda novela.
En búsqueda de un marido, tuvo breves relaciones infructuosas con cuatro hombres separados hasta que conoció a Archibald «Archie» Christie (1889-1962) —aviador de la Royal Flying Corps— en un baile ofrecido por el matrimonio Clifford en Chudleigh, a 19 km de Torquay. Archie había nacido en la India como hijo de un juez civil. Ambos se enamoraron rápidamente y, al enterarse de que sería destinado a Farnborough, Archie le propuso matrimonio y Agatha aceptó la propuesta. En 1914, con el estallido de la Primera Guerra Mundial, su marido fue enviado a Francia para combatir a las fuerzas alemanas. Agatha también colaboró durante la guerra y se unió a la Voluntary Aid Detachment (VAD), donde atendió soldados heridos en el Hospital de Torquay. En su desempeño como enfermera, profesión a la que definió como «uno de los trabajos más gratificantes que cualquiera pueda tener», dedicó 3400 horas de trabajo no remunerado entre octubre de 1914 y diciembre de 1916, mientras que como dispensadora hospitalaria para la Cruz Roja, obtuvo £16 anuales hasta el final de su servicio en septiembre de 1918. Su trabajo ahí tuvo cierta influencia en su obra ya que muchos de los asesinatos que relató se llevaron a cabo con venenos. Finalmente, Archie fue enviado de regreso al Reino Unido en septiembre de 1918 como coronel en el Ministerio del Aire y ambos se instalaron en un departamento en el número 5 de Northwick Terrace al noroeste de Londres.

### Primeras novelas

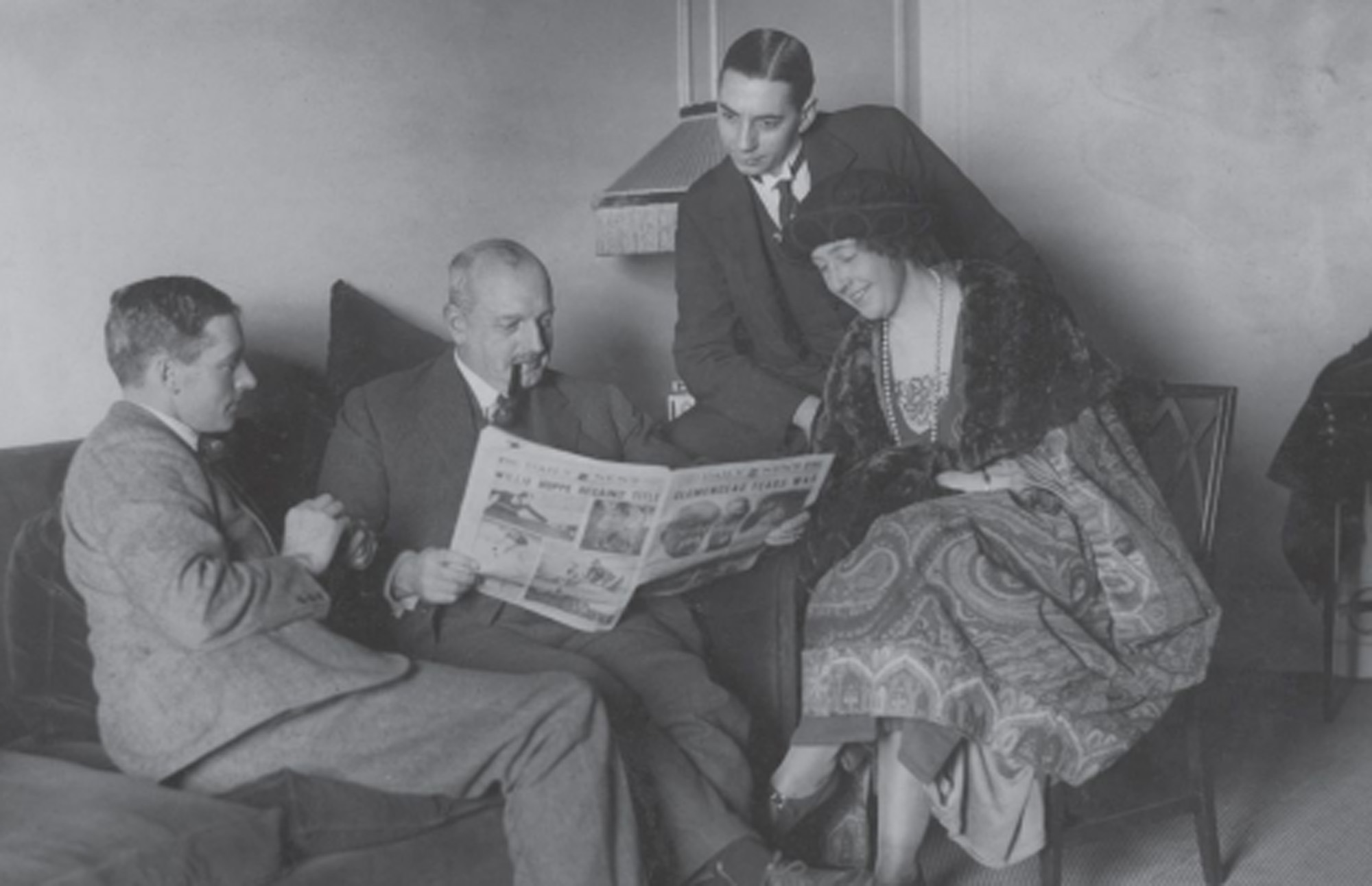
Archibald (izq.) y Christie en 1922 durante la Exhibición del Imperio Británico.

Después de leer La dama de blanco y La piedra lunar de Wilkie Collins así como las primeras historias de Sherlock Holmes de Arthur Conan Doyle, Christie se convirtió en seguidora de los relatos detectivescos. Fue así como en 1920 escribió su primera novela policíaca, El misterioso caso de Styles, donde presentó al detective Hércules Poirot retratado como un exoficial de la policía belga que se había refugiado en el Reino Unido después de la invasión alemana en Bélgica, conocido por sus «magníficos bigotes» y su cabeza en forma de huevo. Christie fue influenciada para la creación del personaje por los refugiados belgas asentados en Torquay.
La novela no fue aceptada por seis empresas de editoriales, entre ellas Hodder and Stoughton y Methuen. Sin embargo, John Lane en The Bodley Head analizó la petición durante varios meses y luego se ofreció a publicarla si Christie modificaba el final. Luego de aceptar el pedido, firmó un contrato que más tarde percibió como abusivo y 2000 copias fueron vendidas. Según The Times Literary Supplement, «el único defecto que tiene esta historia es que es casi demasiado ingeniosa... Se dice que es el primer libro de la autora y... una historia de detectives en la que el lector no sería capaz de localizar al criminal». En agosto de 1919, Christie había dado a luz a su hija Rosalind en Ashfield, donde el matrimonio pasaba gran parte de su tiempo. Archie salió de la Fuerza Aérea hacia el final de la guerra y comenzó a trabajar en el sistema financiero de Londres con un salario relativamente bajo.
La segunda novela de Christie, El misterioso señor Brown (1922), publicada por The Bodley Head, contó con una nueva pareja de detectives, Tommy y Tuppence Beresford. Una tercera novela, Asesinato en el campo de golf (1923), tuvo nuevamente a Poirot como protagonista al igual que los cuentos encargados por Bruce Ingram, director de la revista Sketch. The Times Literary Supplement comparó los métodos de detección de Poirot con los de Sherlock Holmes y concluyó favorablemente que el libro «ofrece al lector un misterio apasionante de tipo poco común». Por su parte, The New York Times Book Review señaló que «aquí hay una muy buena historia de detectives que puede ser cálidamente recomendada a los que les gusta ese tipo de ficción». El matrimonio dejó a su hija Rosalind con la madre y la hermana de Agatha para luego viajar por Sudáfrica, Australia, Nueva Zelanda y Hawái con el objetivo de promocionar la Exhibición del Imperio Británico. En Waikiki se convirtieron en algunos de los primeros británicos en practicar el surfeo.

### Desaparición

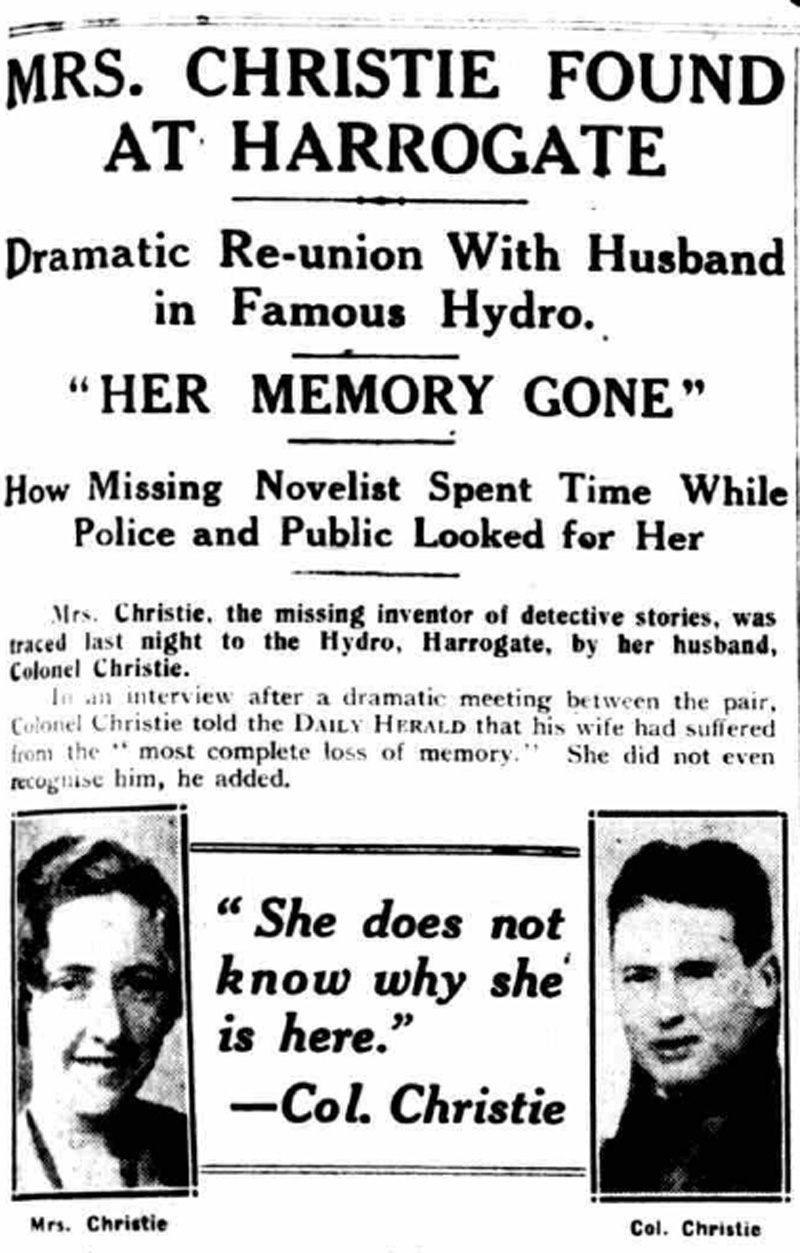
Artículo periodístico anunciando la aparición de Christie.

A finales de 1926, Archie reveló que estaba enamorado de otra mujer, Nancy Neele, y solicitó el divorcio. El 3 de diciembre de 1926, Christie y Archibald mantuvieron una discusión y él abandonó su residencia de Berkshire para pasar el fin de semana con su amante en Surrey. Esa misma noche, alrededor de las 21.45 GMT, Christie desapareció luego de dejarle una carta a su secretaria donde informaba que estaría en Yorkshire.
Su automóvil, un Morris Cowley, fue encontrado más tarde en Newlands Corner al lado de un lago cercano a Guildford, junto con prendas de ropa y un permiso de conducir caducado. El hecho provocó una gran conmoción entre sus seguidores y atrajo la atención de la prensa pública. El ministro del Interior, William Joynson-Hicks, presionó a la policía y un periódico ofreció 100 libras como recompensa. Más de mil agentes de policía, 15 000 voluntarios y varios aviones rastrillaron e investigaron la zona rural. Incluso Sir Arthur Conan Doyle le entregó uno de los guantes de Christie a un médium para que lograra percibirla, y Dorothy L. Sayers visitó la casa de Surrey, que posteriormente se convirtió en el escenario de su libro Unnatural Death.
La desaparición de Christie apareció en la portada del The New York Times, y a pesar de la intensa búsqueda no fue hallada sino hasta once días después del hecho. El 14 de diciembre de 1926 fue identificada como una huésped del Swan Hydropathic Hotel en Harrogate, donde figuró registrada como Teresa Neele —el apellido de la amante de su marido— de Ciudad del Cabo. La escritora no sabía por qué estaba allí y tampoco fue capaz de reconocer a su marido cuando este llegó a su encuentro, por lo que debió recibir un tratamiento psiquiátrico en Harley Street.
Christie nunca dio explicaciones con respecto a su desaparición. Aunque dos médicos por entonces le diagnosticaron fuga psicogénica, la opinión en cuanto a las razones de su desaparición continúa dividida. Una de las versiones indica que habría sufrido una crisis nerviosa ocasionada por su propensión a la depresión, agravada por la muerte de su madre a principios de año y la infidelidad de su marido. La reacción pública fue principalmente negativa ya que muchos creyeron que había fingido su desaparición como truco publicitario o para hacerle creer a la policía que su esposo la había matado.
El autor Jared Cage entrevistó a múltiples testigos y familiares de la escritora para su libro biográfico, Agatha Christie y los 11 días perdida, y muchos de ellos sugirieron que la escritora llevó a cabo su desaparición intencionadamente para avergonzar a Archibald sin imaginar la notoriedad pública que tomaría el hecho. La película de Michael Apted de 1979, Agatha, protagonizada por Vanessa Redgrave, Dustin Hoffman y Timothy Dalton, recreó a una Christie planificando su suicidio para culpar a la amante de su marido por «asesinato». Luego, un periodista estadounidense, interpretado por Hoffman, la sigue de cerca y detiene su plan.
Los Christie se divorciaron en 1928, Archie se casó al poco tiempo con Nancy Neele y Agatha recibió la custodia de su hija Rosalind. Durante su matrimonio publicó seis novelas, una colección de historias cortas y una serie de cuentos en revistas. Madre e hija se trasladaron a las islas Canarias, donde terminó de redactar El misterio del tren azul. A finales de 1928, Agatha escribió su primera novela bajo el pseudónimo de Mary Westmacott, El pan del gigante, que no pertenece al género de detectives sino que es una obra de ficción sobre un compositor obligado a trabajar por razones financieras.

### Éxito inicial y segundo matrimonio

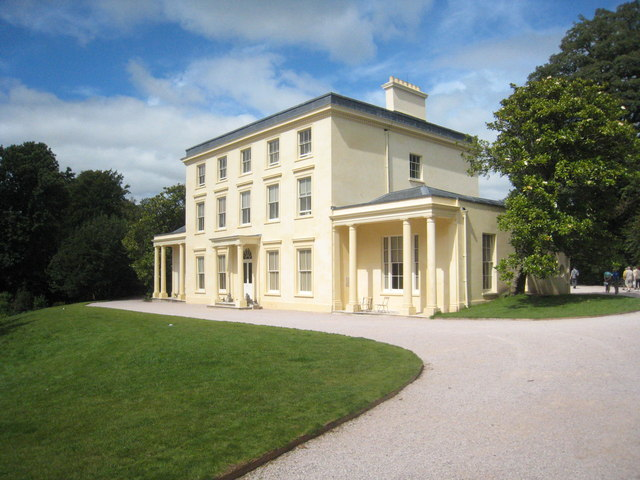
Residencia de Christie de Greenway.

Su primer gran éxito llegó con la publicación de El asesinato de Roger Ackroyd en 1926. La novela, de la cual se comercializaron 5000 copias en la primera tirada, recibió muchas opiniones y generó una controversia por la forma en que cambia las reglas tradicionales de la novela policíaca.
En 1928, la publicación de El misterio de Sittaford produjo una notable cantidad de críticas. El Times Literaty Supplement tuvo una postura positiva y señaló, en su edición del 3 de mayo de 1928, que «el lector no se sentirá decepcionado cuando el distinguido belga, por motivos psicológicos, se niegue a sospechar del marido detenido y actúe por sugerencia de una muchacha fea que constantemente se burla de su madre absurda, construye deducciones casi desde el aire, las apoya con una amplia variedad de evidencia negativa [...]». Robert Barnard dijo que es «la historia que menos le gusta a Christie, por la cual ella luchó con el antes y después de la desaparición. El contexto internacional hace una lectura variada buena pero hay [...] algunas influencias nocivas de los thrillers». La trama de El misterio de Sittaford indica que Emily Trefusis lleva a cabo una serie de investigaciones luego del sorpresivo asesinato del arrendante Joseph Trevelyan mientras algunas de sus inquilinas se comunican con los espíritus.
Persuadida durante una cena, Christie partió hacia Bagdad y de ahí viajó a la zona arqueológica de Ur, donde forjó una amistad con los dirigentes de una excavación, Leonard y Katharine Wooley. Fue invitada de nuevo al año siguiente y conoció al arqueólogo Max Mallowan (1904-1978), a quien definió como un «hombre delgado, moreno, joven y muy tranquilo». Tras un breve noviazgo, contrajeron matrimonio en septiembre de 1930 en la isla de Skye y realizaron su luna de miel alrededor de Italia, Yugoslavia y Grecia. Su matrimonio, a diferencia del anterior, fue fructífero y perduró hasta la muerte de la escritora en 1976. Ambos solían pasar los veranos en Ashfield con Rosalind, la Navidad con la familia del hermano de Mallowan en Abney Hall, los finales de otoño trabajando en excavaciones arqueológicas —principalmente en Siria e Irak— y el resto del año en Londres y su casa de campo en Wallingford, Oxfordshire.
Sus viajes con Mallowan tuvieron una importante influencia sobre varias de sus novelas ambientadas en el Medio Oriente. Luego de una estadía en Turquía y Bagdad, su personaje Miss Marple adquirió protagonismo en su novela Muerte en la vicaría, representada en el Teatro de la Embajada en West End, Londres. Otras obras —como Y no quedó ninguno— transcurren alrededor Torquay, donde se crio. Su novela de 1934, Asesinato en el Orient Express, fue escrita en el Hotel Pera Palace de Estambul, edificio que mantiene intacta la habitación en la que permaneció Christie como un reconocimiento a la autora. Su propiedad en Greenway, Devon, adquirida por la pareja como residencia de veraneo en 1938, se halla en la actualidad bajo cuidado del National Trust. Christie visitaba a menudo la residencia de su cuñado James Watts en Abney Hall, que significó una gran influencia para la escritora a tal punto que se basó en ese lugar para confeccionar al menos dos producciones literarias, Pudding de Navidad para la colección de cuentos del mismo nombre y la novela Después del funeral.

### Segunda Guerra Mundial
Durante la Segunda Guerra Mundial, mientras su esposo consiguió un trabajo en El Cairo, Christie se desempeñó en la farmacia del University College de Londres, donde adquirió más conocimientos sobre los venenos que se sumaron a los que había recopilado durante su trabajo en el dispensario. Sus estudios sobre químicos a menudo se vieron reflejados en sus historias publicadas en los años de posguerra. El jefe farmacéutico Harold Davis, posteriormente trasladado al Ministerio de Salud del Reino Unido, le informó sobre el uso del talio como veneno y en El misterio de Pale Horse, publicada en 1961, Christie se sirvió de eso para el método de ejecución de las víctimas, al que agregó indicios como la caída del cabello. Su descripción de la intoxicación con talio fue tan precisa que curiosamente ayudó a resolver un caso médico que resultó desconcertante para los especialistas.
Alrededor de 1941 y 1942, la agencia de inteligencia británica MI5 investigó a Agatha Christie luego de descubrir que El misterio de Sans Souci relataba una historia basada en la cacería de dos de los principales agentes de espionaje secretos de Adolf Hitler en Reino Unido. Uno de sus personajes, Major Bletchley, es presentado como un exoficial del Ejército Indio que afirma conocer los secretos de los esfuerzos de guerra de Reino Unido. Los temores de la agencia MI5 de que Christie supiera de los planes de Hitler fueron tan grandes que decidieron investigar sus contactos, especialmente al criptógrafo Dilly Knox, debido a la sospecha de que los conocimientos de la escritora sobre el asunto provenían de él. Los rumores se disiparon cuando Christie le confesó a Knox que Major Bletchley era simplemente el nombre de «uno de mis personajes menos adorables». Christie quedó sorprendida al notar que la publicación del libro en Estados Unidos se demoró hasta la unión de ese país con los aliados en el conflicto bélico. El período de guerra fue el momento de mayor prestigio de la carrera de Christie. Algunas de sus obras más destacadas durante esa época fueron Cinco cerditos, Diez negritos, El caso de los anónimos, Un cadáver en la biblioteca y Maldad bajo el sol. Diez negritos es la novela de misterio más vendida de la historia y es considerado uno de los libros más vendidos de todos los tiempos.

### Vida posterior y muerte

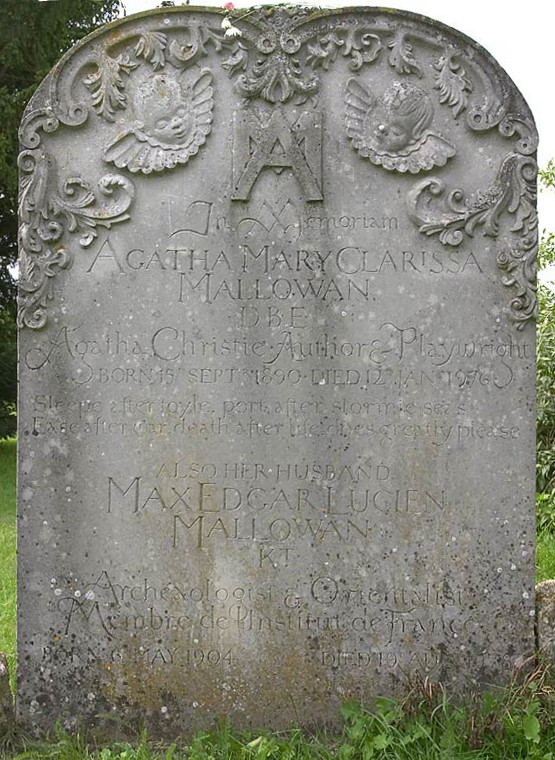
Tumba de Christie.

A finales de 1946, la utilización de su pseudónimo, Mary Westmacott, fue seriamente cuestionada por un revisor de Lejos de ti esta primavera, lo que generó la decepción de la autora, que había disfrutado de la libertad de escribir sin la presión de ser Agatha Christie. A comienzos de la década de 1950, Christie disminuyó su ritmo de vida y escribió con menor asiduidad, aunque dedicó gran parte de su tiempo a producciones teatrales. Su mayor éxito teatral, La ratonera (1952), cumplió treinta años de representaciones en 1982 en el Teatro St. Martin de West End y alcanzó 12 483 escenificaciones. Para ese entonces, la obra había sido vista solamente en Londres por más de cinco millones de personas, lo que supuso la venta de 252 toneladas de programas. Sin embargo, también fue presentada en una notable cantidad de ciudades británicas y de 41 países.
En 1955, se fundó Agatha Christie Limited con el fin de preservar los derechos de la mayoría de sus publicaciones. La organización recibió críticas negativas ya que surgieron dudas con respecto a su propósito y la conveniencia de que una autora necesitara una empresa para cuidar sus intereses comerciales. En 1968, Booker Books, una subsidiaria del conglomerado agroindustrial Booker-McConnell, adquirió el 51 % de las acciones aunque más tarde la empresa aumentó el porcentaje al 64 %. En 1998, Brooker vendió sus acciones a Chorion, una empresa cuya cartera incluye las propiedades literarias de Enid Blyton y Dennis Wheatley.
Christie fue honrada por sus obras literarias cuando en 1950 fue nombrada miembro de la Royal Society of Literature. Además, recibió el primer Grand Master Award concedido por la Asociación de Escritores de Misterio un lustro más tarde. Fue nombrada Comendadora de la Orden del Imperio Británico en 1956, un año antes de convertirse en presidenta del Detection Club. En 1961, recibió el doctorado honorario de la Universidad de Exeter y en 1971, la reina Isabel II la promovió a Dama Comendadora.
Desde 1971 a 1974, la salud de Christie se deterioró considerablemente aunque continuó trabajando. Su última aparición pública ocurrió en 1974, cuando asistió al estreno de la versión cinematográfica de Asesinato en el Orient Express protagonizada por Albert Finney. La última historia con Poirot, Telón, fue publicada en diciembre de 1975, mientras que el último libro con Miss Marple, Un crimen dormido, fue lanzado en octubre de 1976; ambos fueron redactados en los años de 1940. En enero de 1976, Christie sufrió un severo estado gripal y, ante el debilitamiento de su estado físico, otorgó los derechos de autor de La ratonera a su nieto. Algunos investigadores canadienses manifestaron su opinión de que Christie pudo haber padecido mal de Alzheimer o demencia senil en sus últimos años con base en estudios realizados.
Christie falleció de causas naturales el 12 de enero de 1976 a los 85 años, en su residencia Winterbrook House de Wallingford, Oxfordshire. Sus restos fueron inhumados en el cementerio de la iglesia parroquial de Santa María en Cholsey. Luego de enviudar, su esposo contrajo matrimonio con su colega Barbara Hastings Parker, falleció apenas dos años después, en 1978, y fue inhumado al lado de Christie. La única hija de Christie, Rosalind Margaret Hicks, murió el 28 de octubre de 2004 a la misma edad y de las mismas causas que su madre. Su nieto, Mathew Prichard, nacido en 1943, heredó los derechos de algunas obras de su abuela y en la actualidad es presidente de Agatha Christie Limited.

## Producción literaria

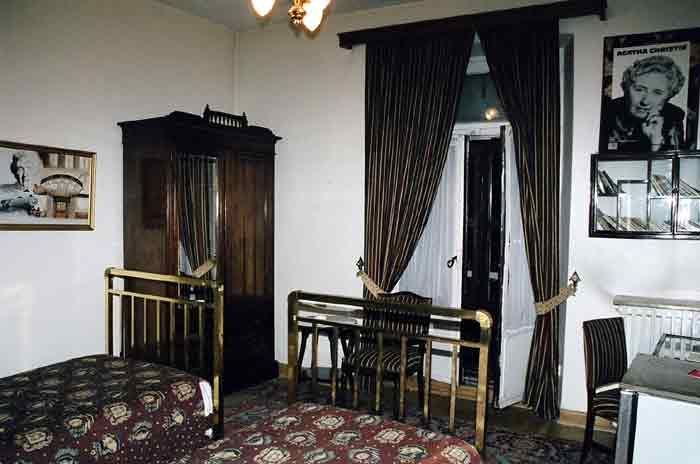
Su habitación en el Hotel Pera Palace, donde redactó Asesinato en el Orient Express.

Christie publicó 66 novelas policiales además de obras de teatro, seis novelas románticas, historias cortas, dos autobiografías, dos libros de poesía y un libro infantil.
Su obra de teatro La ratonera es el espectáculo de más larga duración en el mundo. Se estrenó en 1952 y fue representada frecuentemente en el Teatro St. Martin de West End. Otra de sus obras, Testigo de cargo, tuvo éxito aunque no fue tan popular como La ratonera. Por otro lado, Christie escribió dos autobiografías —publicadas después de su muerte—, una que resume su vida profesional y privada hasta 1965, y otra que relata sus experiencias en Medio Oriente junto a su esposo.
Una de sus facetas menos conocidas fue la poesía, género al que se dedicó en sus años de adolescencia y durante la Primera Guerra Mundial. Su primera colección de poemas y baladas, El camino de los sueños, publicada en 1924, es significativa para sus seguidores ya que contiene el personaje de Arlequín y otros de la Comedia del arte italiana. Una segunda colección de poesía fue publicada en 1973 bajo dos secciones, una con versos de 1924 y otra con 27 composiciones centradas en lugares que Christie había visitado, la nostalgia por la infancia, el arte y la belleza.
También publicó seis novelas románticas bajo el pseudónimo de Mary Westmacott, la primera en 1930 y la última en 1956. Utilizó ese apelativo debido a su carácter introvertido y su dificultad para expresar emociones y sentimientos. Las dos primeras obras de este género tuvieron tono autobiográfico.

### Influencias
Desde pequeña, Christie se convirtió en lectora de Walter Scott, John Milton, Alexandre Dumas, Jane Austen y Arthur Conan Doyle, alegando paralelamente que sería eficaz para olvidar los «horrores de la guerra». Si bien Christie prefería a Dickens, estaba convencida de que sería capaz de escribir historias como las de Doyle. Agatha y su hermana Madge leían sus relatos detectivescos desde la edad de ocho años. Las influencias de Doyle en Christie se presentaron en la primera novela de la escritora, El misterioso caso de Styles, donde se pueden apreciar algunas semejanzas entre Holmes y Poirot. A pesar de que Conan Doyle fue el autor más influyente en su obra, también lo fueron en menor medida Edgar Allan Poe, Anna Katherine Green y G. K. Chesterton.
En una oportunidad, Agatha le comentó a su hermana Madge que se consideraba capaz de escribir una historia de detectives, a lo que Madge respondió que no podría hacerlo. Luego de leer El misterio del cuarto amarillo de Gastón Leroux, según confesó en su autobiografía, se vio «disparada por la determinación» a escribir una historia detectivesca y fue así como realizó su primera producción literaria de ese género. Christie reconoció el hecho de que los escritores novatos no pueden abstenerse de copiar el estilo de escritura de otro escritor al cual admiran en ese momento y señaló que la adopción del estilo de otro autor conlleva siempre a un resultado final negativo simplemente por la falta de originalidad. Según Christie, la influencia por admiración disminuye con el tiempo y admitió la importancia de que los escritores tengan un estilo de escritura propio.

He aprendido que yo soy yo, que puedo hacer las cosas... que yo puedo hacer.
Agatha Christie

### Argumento y trama
Los primeros pasos de Christie en la escritura fueron realmente difíciles y a menudo pensaba que sus ideas no eran buenas. En una oportunidad, llegó a comentar que «no hay dolor como este. Tú estás en una habitación, mordiendo lápices, mirando una máquina de escribir, caminando alrededor o lanzándote sobre un sofá, sintiendo que vas a llorar».
Christie utilizaba un cuaderno en el que anotaba las ideas iniciales del argumento junto con conceptos de venenos y artículos periodísticos relacionados con su trama. En otras ocasiones, las ideas le surgían espontáneamente. Muchos de sus personajes fueron creados después de observar a personas en un restaurante y, excepcionalmente, a conocidos de su familia. Major Ernest Belcher, por ejemplo, era en la realidad un maestro de escuela retirado y empleador de Archie Christie, su primer esposo. Nancy Astor, la primera mujer en servir como miembro del Parlamento, apareció como lady Westholme en Cita con la muerte, mientras que Katharine, la esposa de Leonard Woolley, un arqueólogo que trabajó con Max Mallowan, figuró como la señora Leidner en Asesinato en Mesopotamia. También decidió plasmarse a sí misma en uno de sus relatos a través del personaje de la escritora de misterio Ariadne Oliver.
En su autobiografía, Christie dijo que lo bueno de escribir historias de detectives es que hay muchos tipos —pasional, policial intrincado y thriller desenfadado—. Con respecto a los relatos policiales de pasión, manifestó que tienen como fin «ayudar a salvar la inocencia. Porque es la inocencia lo que importa, no la culpa».

La novela policíaca era la historia de la persecución. También fue en gran medida una historia con moraleja.
Agatha Christie

Sobre Diez negritos, admitió que la «idea le había fascinado. Escribí el libro después de una gran cantidad de planificaciones y me quedé satisfecha con el resultado final. Estaba claro, sencillo, desconcertante y sin embargo, tenía una explicación perfectamente razonable». Aunque le agradaba variar la forma establecida del relato de detectives —uno de sus primeros libros, La muerte de Roger Ackroyd, es reconocido por su particular desenlace—, ponía énfasis en «jugar limpio con el lector» al asegurarse de ofrecer en sus relatos toda la información para resolver el enigma. La estructura de la trama, basada en la tradición del enigma por descubrir, es siempre similar y su desarrollo está en función de la observación psicológica. Una de las características principales de la prosa detectivesca de Christie es que sus relatos se desarrollan en lo que se denomina el whodunit, lo que permite al lector ensayar hipótesis y en suma, intentar descifrar la identidad del culpable antes de acabar con la lectura del relato. La concentración de sus personajes en un espacio único es una convención del tema de detectives, la cual Christie llevó a un extremo de aislamiento en Diez negritos (1939). En algunos de sus relatos, la trama de misterio queda desplazada por la voluntad de hablar de los problemas de su tiempo, como ocurre en Pasajero a Frankfurt (1970).

### Ejecución literaria
Agatha Christie describió el proceso de escritura de sus primeras novelas de la siguiente manera:

Charlotte [su secretaria] y yo nos sentamos una frente a otra, ella con su cuaderno y lápiz. Yo miré con tristeza la repisa de la chimenea y comencé a proferir algunas frases tentativas. Sonaban espantosas. No pude decir más que una palabra sin vacilar y detenerme. Nada de lo que dije sonaba natural. Hemos persistido durante una hora...
Agatha Christie.

Luego de estas experiencias, Christie descubrió que se sentía más cómoda mediante la escritura común a mano o el tipeo y alegó que en las historias de detectives debe haber una «economía de redacción». La autora no tuvo un lugar que llamase propio para escribir hasta que adquirió su residencia de Sheffield Terrace en Londres, ya que hasta ese momento solía redactar a mano sus historias en distintas habitaciones para luego transcribir los borradores a máquina de escribir.
En una oportunidad, Christie redactó dos libros a la vez, Un cadáver en la biblioteca y El misterio de Sans Souci, alegando que esa tarea la mantendría «más fresca». Si bien las dos historias fueron redactadas durante la Segunda Guerra Mundial, Christie manifestó no haber tenido inconvenientes para escribir durante el conflicto bélico ya que solía «desconectarse» del mundo exterior y enfocarse en sus novelas.

### Personajes

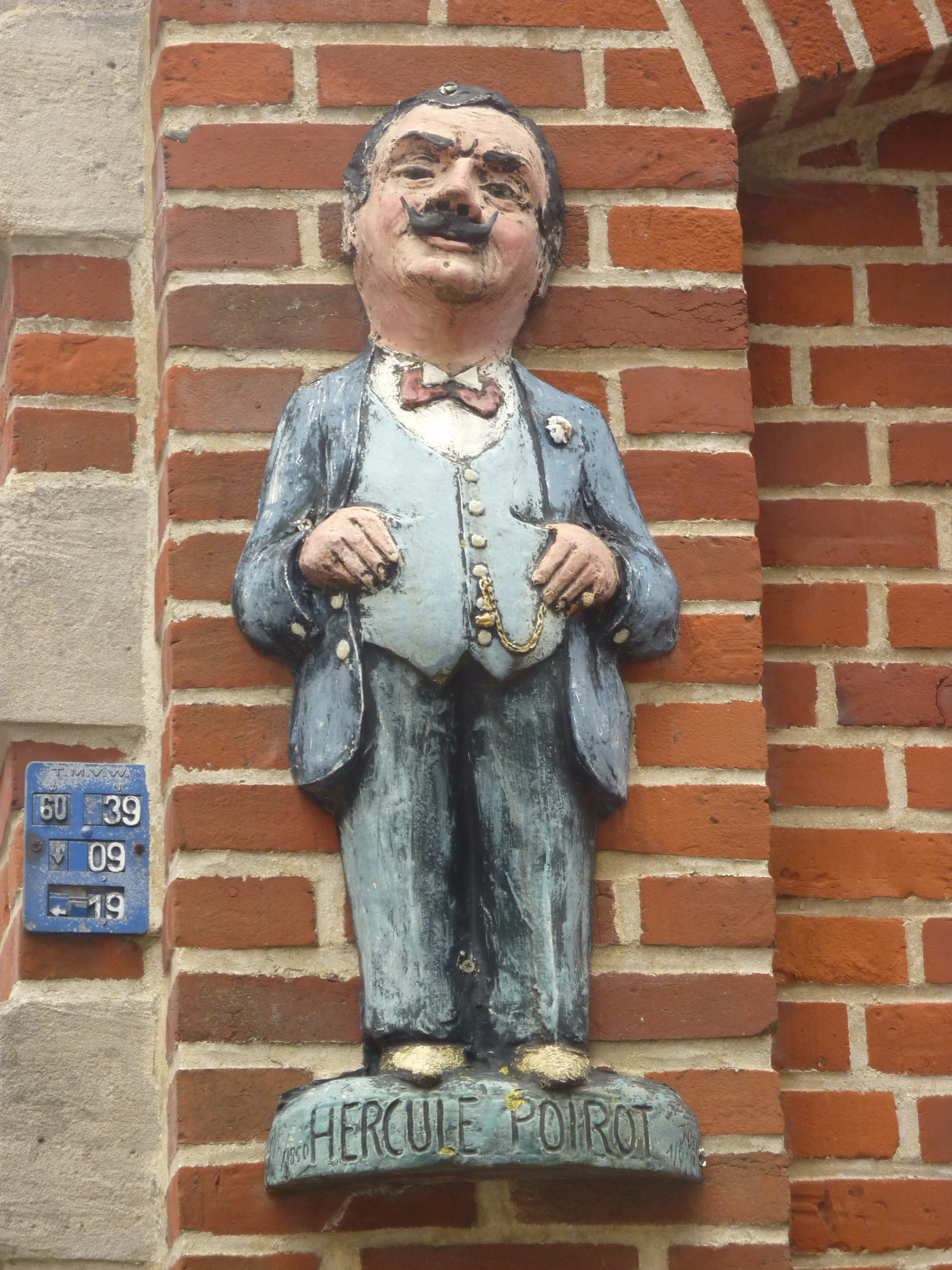
Estatua de Hércules Poirot en Bélgica.

El primer libro de la escritora, El misterioso caso de Styles, se publicó en 1920 y presentó a Hércules Poirot, que figuró en 33 de sus novelas y 54 relatos cortos. Otro de sus personajes más reconocidos, Miss Marple, se introdujo en El club de los martes, un cuento de 1927, y Christie se basó en su abuela, las amigas de esta y sus tías para diseñarla.
Al igual que Arthur Conan Doyle con Sherlock Holmes, Christie se cansó cada vez más de su personaje Poirot. De hecho, a finales de la década de 1930, confió en su diario personal que encontraba «insufrible» a su creación y por la década de 1960, sintió que era una «influencia egocéntrica». Sin embargo, a diferencia de Conan Doyle, se resistió a dejar a su personaje cuando todavía era muy popular, alegando que siempre se definió como «una artista cuyo trabajo consistía en producir lo que al público le agradaba».
Nunca reunió a sus dos personajes principales, Poirot y Marple, en una misma novela. En una grabación redescubierta y lanzada en 2008, la autora expresó sus motivos: «Estoy segura de que no les agradaría encontrarse. A Hércules Poirot [...] no le gustaría que le expliquen cómo hacer las cosas, o que una vieja solterona le haga sugerencias». Poirot es el único personaje de ficción que tuvo un obituario en el periódico The New York Times tras su última aparición en Telón de 1975. Después del éxito de ese libro, la escritora dio permiso para publicar Un asesinato dormido a comienzos de 1976 pero murió antes de su publicación.
Analizando su obra, el diario La Nación comentó: «Las aventuras de Jane Marple transcurren en general en casas de campo, entre ciudadanos irreprochables, de vida aburrida; las pequeñas intrigas de pueblo, las enemistades en sordina, los chismes, los pequeños pecados del pasado se cargan de significado cuando el crimen llega al pueblo y lo despierta. Las aventuras de Poirot, en cambio, muchas veces tienen un aire de exotismo. La señorita Marple se ocupa de atrapar a los criminales en el interior de Inglaterra; Poirot, en los confines del Imperio».
Christie creó además otros personajes, incluso antes de la aparición de Poirot y Marple. El coronel Race, un agente del servicio secreto, fue introducido junto a la pareja Beresford en la década de 1920 y apareció en cuatro novelas entre 1924 y 1945. El superintendente Battle figuró en otras cinco, entre 1925 y 1944. Tommy y Tuppence fueron incluidos en cuatro novelas y una serie de relatos cortos lanzados entre 1922 y 1973. En los años de 1930, Christie ideó a Harley Quin y su socio, el señor Satterthwaite, Parker Pyne y Ariadne Oliver. Quin y su colega, al igual que Pyne, aparecieron solamente en cuentos pero Oliver intervino en seis novelas junto a Poirot a lo largo de cuatro décadas.

## Arqueología

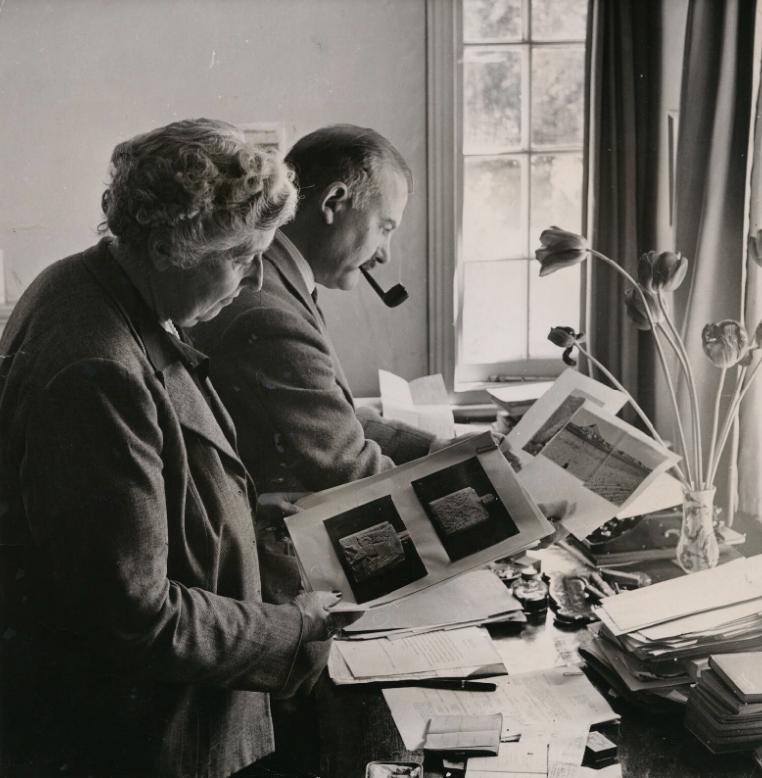
Agatha Christie y Max Mallowan en su casa de Winterbrook, 1950. Según la National Portrait Gallery de Londres, el fotógrafo es desconocido.

Christie tuvo siempre un interés por la arqueología:

El atractivo del pasado vino a mí para aferrarse. Para ver una daga lentamente apareciendo, con su resplandor de oro, a través de la arena. El cuidado al levantar potes y objetos de la tierra me llena de un anhelo de ser arqueóloga por mi cuenta.
Agatha Christie

En un viaje a excavaciones de Ur en 1930, conoció a su futuro marido, Max Mallowan, un arqueólogo distinguido cuya fama como autor prevaleció por sobre la anterior. Antes de comprometerse con Mallowan, Christie no había tenido un contacto importante con la arqueología, pero luego de casarse ambos se aseguraron de ir a sitios donde pudieran trabajar juntos.

Hace muchos años, cuando una vez le dije con tristeza a Max que era una lástima que no me hubiera acercado a la arqueología cuando era niña, a fin de estar mejor informada sobre el tema, dijo, «¿No te das cuenta de que en este momento sabes más sobre la cerámica prehistórica que cualquier otra mujer en Inglaterra?».
Agatha Christie

Mientras acompañaba a su esposo en innumerables viajes arqueológicos —llegó a transcurrir hasta 3-4 meses en Siria e Irak en los sitios de excavación de Ur, Nínive, Tell Arpachiyah, Chagar Bazar, Tell Brak y Nimrud—, Christie no sólo escribió novelas e historias cortas sino que también colaboró en el trabajo de los sitios arqueológicos, más específicamente en asuntos relacionados con la restauración y la clasificación de las muestras antiguas, que incluían tareas de limpieza y conservación de delicadas piezas de marfil, la reconstrucción de cerámica, la toma de fotos de las excavaciones, el sitio y sus resultados, además de tomar notas del campo.
A fin de no influir en la financiación de las excavaciones arqueológicas, Christie siempre pagó su propia manutención, alojamiento y gastos de viaje, y sustentó excavaciones como una patrocinadora anónima. Después de la Segunda Guerra Mundial, realizó una crónica de su estadía en Siria titulada Come Tell Me How You Live (Ven y dime cómo vives), donde relató anécdotas, recuerdos y episodios divertidos.
Desde noviembre de 2001 a marzo de 2002, el Museo Británico montó una exposición llamada Agatha Christie y la arqueología: misterio en Mesopotamia, que presentó aspectos poco conocidos de la vida de Agatha Christie y las influencias de la arqueología en su obra.

## Legado y representaciones

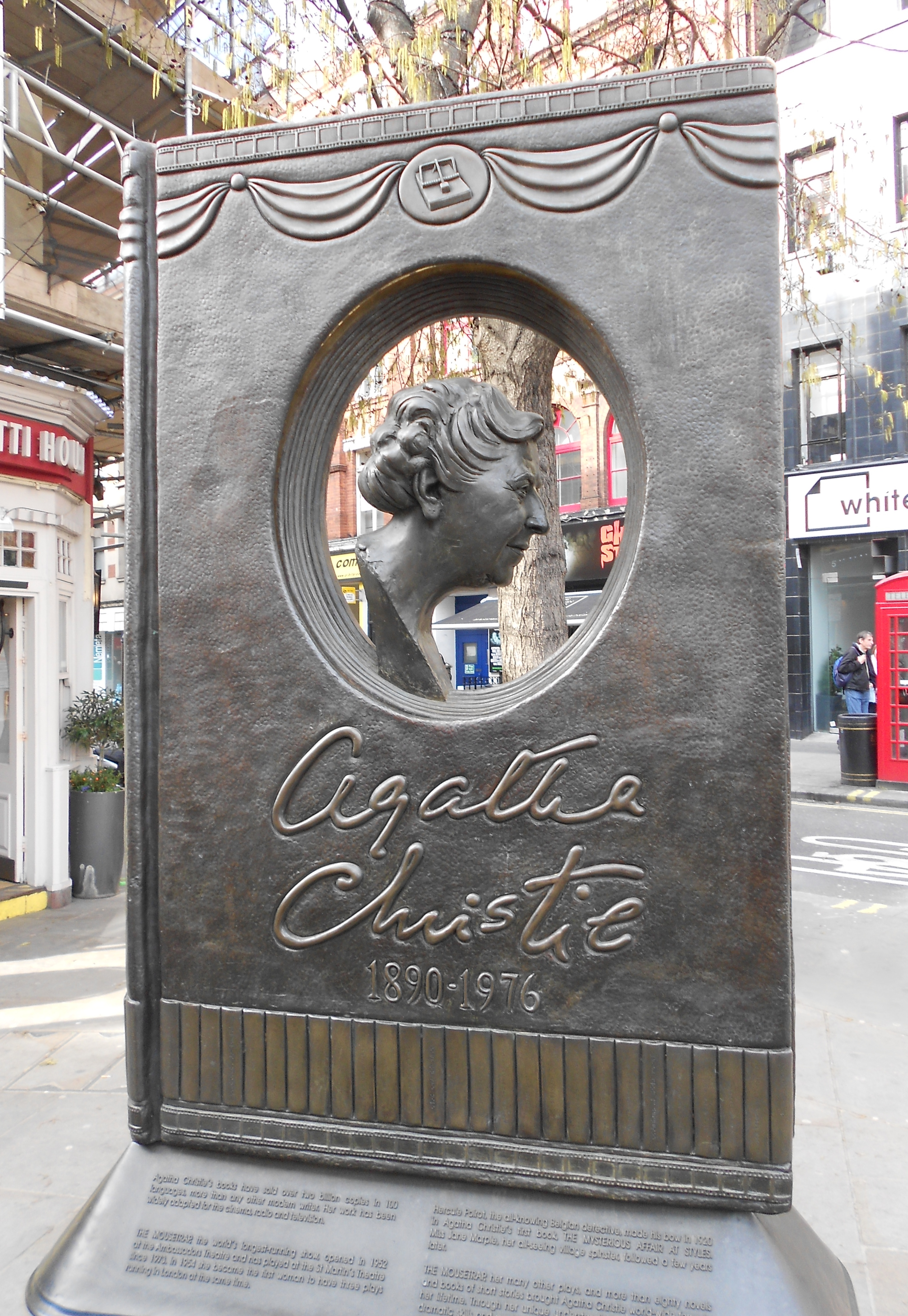
Busto de Christie en Londres.

Como una de las exponentes más representativas del género policial, se le atribuyó el apelativo de la «reina del crimen». El Libro Guinness de los Récords calificó a Christie como la novelista más vendida de todos los tiempos. Sus novelas fueron vendidas en cerca de cuatro millones de ejemplares y sus obras literarias figuran en el puesto tercero de la lista de los libros más publicados en el mundo por detrás de Shakespeare y la Biblia. Según el Index Translationum, Christie es la autora individual más traducida con ediciones trasladadas a aproximadamente 103 idiomas. Diez negritos es la novela más exitosa de Christie con 100 millones de ventas hasta la fecha, lo que la convierte en la historia de misterio más comerciada en el mundo y en uno de los libros más vendidos de todos los tiempos. En 2013, El asesinato de Roger Ackroyd fue elegida como la mejor novela negra de todos los tiempos por 600 escritores de la Asociación de Escritores de Crimen. La ratonera, una de sus obras de teatro más exitosas, es el espectáculo más duradero de la historia. Fue presentada en el Teatro Ambassador en Londres el 25 de noviembre de 1952 y desde 2012 continúa funcionando después de más de 25 000 representaciones.
En España, sus colecciones fueron extremadamente populares desde los años de 1940, especialmente las ediciones realizadas por editorial Molino en su colección Biblioteca Oro. En 2011, la escritora madrileña Ana Campoy publicó la colección infantil Las aventuras de Alfred & Agatha, en la que recreó la infancia de Christie mediante casos detectivescos junto a Alfred Hitchcock también en su niñez.
La autora Margery Allingham escribió en 1950 que Christie había entretenido a «más personas durante más horas a la vez que casi cualquier otro escritor de su generación», mientras que El País publicó que, pese a todas las críticas posibles, la obra de la «prototípica dama del crimen [...] tiene virtudes clamorosas: la armonía general del relato y el gusto por el juego cerebral».
La mayoría de sus novelas y relatos han sido adaptados al cine, televisión y teatro, algunos en más de una ocasión, como Asesinato en el Orient Express y Muerte en el Nilo. Una de las excepciones fue un filme de 1979 titulado Agatha de Michael Apted, en el que se tomó la figura directa de la escritora y se intentó dilucidar su misteriosa desaparición durante varios días en la década de 1920. Poirot y otros detectives como Miss Marple han aparecido también en numerosos filmes, programas de radio y representaciones teatrales.
Sugestión mortal, un drama de misterio de 1937 dirigido por Rowland V. Lee, y Diez negritos, una obra de suspenso de 1945 dirigida por René Clair, fueron las primeras adaptaciones importantes de Christie. En 1957, Billy Wilder dirigió la película Testigo de cargo con Tyrone Power, Charles Laughton y Marlene Dietrich, basada en su obra teatral homónima, la cual fue continuada por El tren de las 4:50 (1962, de George Pollock), cuyo éxito inició una serie de filmes centrados en los casos de Marple protagonizados por la actriz Margaret Rutherford. Otras adaptaciones se titularon Noche sin fin (1971), un ciclo rodado con figuras de Hollywood y basado en Asesinato en el Orient Express (1974, Sidney Lumet), Muerte en el Nilo (1979, John Guillermin), El espejo roto (1980, dirigida por Guy Hamilton y protagonizada por Elizabeth Taylor), Culpable de inocencia (1983, Desmond Davies) y Cita con la muerte (1988, de Michael Winner).
A partir de 1982, se rodaron tres ciclos para televisión, uno de tres cintas sobre Miss Marple con Helen Hayes, otro sobre Hércules Poirot con Peter Ustinov en el rol del personaje y el último con Joan Hickson en el papel de Marple. Entre otras adaptaciones destaca una serie televisiva británica titulada Matrimonio de sabuesos de 1982. Existe además una serie de anime titulada Agatha Christie's Great Detectives Poirot and Marple, la cual consta de 39 episodios de 25 minutos cada uno en los cuales se recrean las tramas de algunos de sus libros. Una de las bandas más notables del rock de la Unión Soviética y de Rusia se llama Agatha Christie y estuvo activa entre 1987 y 2010.